# GT.M
GT.M es un SchemaLess de motor de bases de datos de alto rendimiento, optimizado para los procesos transaccionales. GT.M es también una plataforma de desarrollo de aplicaciones y un compilador para el ANSI / ISO de idiomas M estándar, también conocido como MUMPS.
GT.M originalmente significaba Greystone Technology M y fue desarrollado por Greystone Technology Corp. es una implementación del estándar ANSI M para varios sistemas UNIX y de Hewlett-sistema Packard OpenVMS. Además de preservar las características tradicionales de M, GT.M también ofrece un compilador optimizado que produce código objeto que no requiere de intérpretes internos durante la ejecución.

## GT.M frente a otras implementaciones de M
GT.M diferencia de otras implementaciones de M en las siguientes maneras.
- Los datos y el código se mantienen en archivos separados.
- El código fuente se compila en lugar de interpretarse.

## Cómo trabaja
GT.M compila el código fuente de M en el lenguaje de máquina de destino. Estos archivos son objeto vinculados dinámicamente en una imagen. GT.M bases de datos de archivos de UNIX son identificados por un archivo llamado directorio de Global. Al cambiar los directorios globales, se puede hacer el mismo programa de acceso de bases de datos diferentes. El interior de estos archivos, GT.M almacena datos en árboles B basados en matrices multidimensionales (también conocido como MUMPS globals) , al igual que la mayoría de las implementaciones modernas M.

## Distribuciones GT.M
GT.M está disponible actualmente en el IBM RS/6000 AIX, HP Alpha/AXP, Tru64 Unix y OpenVMS, HP Series 9000 HP-UX, Sun SPARC Solaris y en las arquitecturas x86 para GNU/Linux. GT.M es libre y software de código abierto bajo la licencia AGPL en x86/Linux, HP Alpha / AXP, Tru64 Unix y HP Alpha / AXP, OpenVMS.
Distribuciones de la IA64/HPUX y plataformas IA64/Linux están actualmente en desarrollo.

## Applicaciones comunes
GT.M se utiliza principalmente en la asistencia sanitaria y la industria de servicios financieros.

## Historia
De acuerdo con el desarrollador principal, KS Bhaskar, el uso de la primera producción de GT.M fue en 1986 en el Elvis Presley Memorial Trauma Center, en Memphis, Tennessee.